# Alfabéta-díj
Az Alfabéta-díj az év legjobb új magyar képregényeinek az elismerése, gazdája a Magyar Képregény Szövetség. A díjakat a tavaszi képregényfesztiválon adják át.

## A díj története
Az Alfabéta-díj Bayer Antal, a Magyar Képregénykiadók Szövetsége akkori elnöke kezdeményezésére jött létre 2006 elején, és az első díjakat a II. Magyar Képregényfesztiválon adták át. A díjazottakat egy 15-25 tagú szakmai zsűri választotta ki titkos szavazás alapján. A zsűri tagjai a képregényes szakma ismert alakja: alkotók, kiadók, szerkesztők, szakírók és gyűjtők. 2009 óta a szakmai előzsűri 5-5 jelöltet terjeszt elő kategóriánként. 2009 és 2012 között egy öt, meghívott tagból álló zsűri választotta ki a győzteseket a fesztivál előestjén.
2013 óta az előzsűri állandósult, tagjai Bayer Antal (2023-ig), Farkas Dávid (2023-ig), Lénárd László (2014-ig), Szabó Zoltán Ádám és Szép Eszter képregénykritikusok, szakírók lettek. Jelenlegi tagjai: Kertész Sándor (2024 óta), Kránicz Bence (2015 óta), Scheirich Zsófia (2024 óta), Szabó Zoltán Ádám és Szép Eszter. A jelöltek kiválasztása után az előzsűri valamennyi tagja két-két további tagot hív meg, az így 15 főre kiegészült zsűri titkos szavazással választja ki a győzteseket.
A fő kategória (kép-regény) minden évben szerepel a kiírásban, míg egyes kategóriák csak ritkábban, amikor az előző évben megjelent művek mennyisége és minősége indokolttá tesz egy pontosabb műfaji megkülönböztetést. 2011-ben a szerzői díjak megszűntek, helyüket egy évre a Zórád Ermő-díj vette át, 2012 óta pedig az Alfabéta-díj zsűrije tesz javaslatot a Képes Kiadó által adományozott Korcsmáros Pál-díjra.

## Jelenlegi kategóriák

### Kép-regény
Meghatározás: Az első kiírás szerint 20 oldalnál hosszabb, önállóan vagy folytatásokban megjelent képregények, majd önálló kiadványban megjelent képregények
2006: A Rév 1: A hívó (írta és rajzolta Odegnál Róbert, kiadó: Vad Virágok Könyvműhely)
Helyezettek: Kalyber Joe 1: A kezdet (írta és rajzolta Pilcz Roland) és Perszeusz kapitány visszatér (írta és rajzolta Fazekas Attila)
2007: Bürokraták (írta Oroszlány Balázs és Németh Áron, rajzolta Tebeli Szabolcs, megjelent a Roham magazinban)
Helyezettek: Tűzvihar 1956 (írta Bán Mór, rajzolta Fazekas Attila) és Kalyber Joe 2: Eső (írta és rajzolta Pilcz Roland)
2008: A Gemini-jelentés 1: Ikervadászat (írta Korcsmáros Péter regénye alapján Bayer Antal, rajzolta Fazekas Attila, kiadó: Képes Kiadó)
Helyezettek: Tinglitangó (írta és rajzolta Vass Mihály), Csak egy átlagos hétfő (írta és rajzolta Fekete Imre) és Kulo City (írta és rajzolta Stark Attila)
2009: Stroboscopa (írta Kemenes Iván és Varga Péter, rajzolta Kemenes Iván, szerzői kiadás)
Jelöltek: Spirál (írta Futaki Attila és Nikolényi Gergely, rajzolta Futaki Attila), A fiú, akit Zsuzsinak hívtak (írta és rajzolta Felvidéki Miklós) és Johnny Fellow Navigátor #0 (írta és rajzolta Brazil)
2010: Pestblog.hu (írta Ábrai Barnabás és Mikó Csaba, rajzolta Ács Zsolt, kiadó: Roham)
Jelöltek: 12 óra (írta és rajzolta Ács Zsolt), Bábel verme (írta Kemenes Iván és Varga Péter, rajzolta Kemenes Iván) és Kalyber Joe 4-5: Angyalok a pokolban (írta és rajzolta Pilcz Roland)
2011: Ágoston, nukleáris baromfi (írta és rajzolta Vass Róbert, kiadó: Nero Blanco Comix)
Jelöltek: Deveraux 1-2 (írta és rajzolta Papp Imre), Hidegbéke (írta és rajzolta Kuczora Zsolt), Kalyber Joe 6: Árnyak (írta és rajzolta Pilcz Roland) és Lencsilány (írta és rajzolta Lakatos István)
2012: Irreverzibilis (írta és rajzolta Szabó Levente, kiadó: Képes Kiadó)
Jelöltek: Deveraux: A hazavezető út 3-4 (írta és rajzolta Papp Imre), Némajáték (írta és rajzolta Felvidéki Miklós), Scrap (írta és rajzolta Szabó Levente) és Theo 1 (írta Vári Tamás és Sebestyén Bence, rajzolta Vári Tamás)
2013: Slusszkulcs Klán (írta és rajzolta Hegedűs Márton, kiadó: Libri)
Jelöltek: Ágoston, nukleáris baromfi ezer élete (írta és rajzolta Vass Róbert), Csizmás Kandúr (Perrault meséje nyomán írta és rajzolta Stark Attila), Hunyadi: A hajnalcsillag fénye (írta Bán Mór, rajzolta Fazekas Attila), KOHO (írta és rajzolta Nothóf Ferenc) és Papp Laci, a londoni olimpia bajnoka (írta Pertics Róbert, rajzolta Felvidéki Miklós) 
2014: A munka gyümölcse (írta Pádár Ádám, rajzolta Molnár Gábor, kiadó: 5Panels)
Jelöltek: Gépjárómű 2 (írta és rajzolta) Budai Dénes, Hey Jude: Koli (írta é rajzolta Koska Zoltán), Mohács kommandó (írta Bán Mór, rajzolta Fazekas Attila és Semmi (írta és rajzolta Lénárd László)
2015: Az ellopott futár (írta Rejtő Jenő regénye és Kiss Ferenc forgatókönyve alapján Garisa Zsolt, rajzolta Garisa Zsolt, kiadó: Kilencedik.hu)
Jelöltek: The Beatles 2: They say it’s your birthday (írta és rajzolta a Cloudy Team), Firkabúcsú (írta és rajzolta Koska Zoltán), Majomdaráló 2 (írta és rajzolta Madarász Gergely) és Testvérek (írta és rajzolta Szebeni Péter)
2016: 5Pallos, 1. rész (írta és rajzolta Molnár Gábor, kiadó: 5Panels/EpicLine)
Jelöltek: A Hegy: Töredékek (írta Varga Bálint Bánk, rajzolta Pintér Márk), A Titkos Társaság (írta és rajzolta Koska Zoltán), Café Postnuclear (írta Szűcs Gyula, rajzolta Budai Dénes) és Talaj (írta Borbás Bence, rajzolta Borbás Márton)
2017: Kittenberger I.: Fabriqué en Belgique (írta Somogyi György és Dobó István, rajzolta Tebeli Szabolcs, Kiadó: OneWay Media)
Jelöltek: Latex lovagjai (írta és rajzolta Turai Balázs), Lucas Grande (írta és rajzolta Ambrus Izsák), Pipien molestus (írta és rajzolta Vidák Zsolt) és Rabtársak a gulagon (írta Dávid Ádám, rajzolta Németh Gyula)
2018: Nyugat+Zombik (írta és rajzolta Csepella Olivér. Kiadó: Corvina)
Jelöltek: Fantomatika 1-3 (írta Szabó Kriszta, rajzolta Sárosi Mátyás), Királyok és Keresztek 1: Voluntas tua (írta Mészáros János, rajzolta Németh Levente), Különös idegen nyelven 2017 (írta és rajzolta Vass Róbert) és Perisztaltikhoszeia (írta és rajzolta Dudás Győző)
2019: Új új képregények (írta és rajzolta Koska Zoltán, magánkiadás)
Jelöltek: Dia (írta és rajzolta Hegyi Olivér), Helka 1: A Burok-völgy árnyai (írta Nyulász Péter nyomán Somogyi György, rajzolta Tebeli Szabolcs), Kittenberger II.: A hiéna átka (írta Somogyi György, rajzolta Tebeli Szabolcs), Másnap/Felejtés országa (írta és rajzolta Lénárd László) és YKX 1: Csapda (írta és rajzolta Pilcz Roland)
2020: Vízitündér (írta Maria Surducan, rajzolta Benczédi Anna Júlia. Kiadó: Illustrart)
Jelöltek: Csontváry (írta és rajzolta Kálmán Áron), Gilisztalázadás (írta és rajzolta Lakatos Botond), Királyok és keresztek 2: Canes et lupi (írta Mészáros János, rajzolta Németh Levente) és Seuso mozaik (írta Kiss Ferenc, rajzolta Szendrei Tibor, Sváb József, Sarlós Endre és Tebeli Szabolcs)
2021: A nagy Csé (írta és rajzolta Koska Zoltán. Kiadó: Szépirodalmi Figyelő)
Jelöltek: A Faith No More képes testamentuma (írta Dudich Ákos, rajzolta Oravecz Gergely), Az utolsó előtti huszár 1: Hamm! bekaplak!(írta Varga Bálint Bánk, rajzolta Tuli Krisztián és YKX 3: Szökésben (írta és rajzolta Pilcz Roland)
2022: Kittenberger III. - A pokol kapujában  (írta Somogyi György és Dobó István, rajzolta Tebeli Szabolcs, Kiadó: OneWay Media)
Jelöltek: Eva: Hazatérés (írta és rajzolta Ghyczy Csongor, kiadó: Comicsmania), Kate Kelly, a tettre kész hírvadász (írta Eric Skillman, rajzolta Felvidéki Miklós, kiadó: Kilencedik.hu), Királyok és keresztek 3: Memento mori (írta Mészáros János, rajzolta Németh Levente, kiadó: Képes Krónikák), Tisza-tó: A zöld labirintus (írta és rajzolta Lakatos Botond, kiadó: We Love Tisza-tó) és A vízitündér lánya (írta Maria Surducan, rajzolta Benczédi Anna Júlia, kiadó: Illustrart)
2023: Hosszú az út hazáig  (írta Mervorious, rajzolta Brazil/Tebeli Szabolcs, Kiadó: Képes Krónikák)
Jelöltek: A kivarrt (írta Matz, rajzolta Futaki Attila, kiadó: Petőfi Kulturális Ügynökség); Salem Budapest (írta és rajzolta Ghyczy Csongor, kiadó: Comicsmania), Toldi: A malomkő árnyéka (írta és rajzolta Márok Attila, szerzői kiadás) és Tréfamesterek (írta Pólik József, rajzolta Zách Attila, kiadó: Vadkelet)
2023: Az Ezerfejű Történetei – Első: A vadász  (írta Rédei Viktória, rajzolta Gyuricza Márta, szerzői kiadás)
Jelöltek: Lyolyabi és Rizmiráng 2 (írta és rajzolta Koska Zoltán, kiadó: 5Panels); Magyar Rocktörténet ’60-70 (írta Kántor Mihály, rajzolta Szabó Csaba és Fritz Zoltán, kiadó: Képes Krónikák), Nem vagyok ideális (írta és rajzolta Lamm Lenke, szerzői kiadás) és A népet szolgáltuk (írta Mészáros János és Németh Levente, rajzolta Terebesi Gyula, kiadó: Képes Krónikák)

### Kép-novella
Meghatározás: eredetileg 3-20 oldalas képregények, majd antológiákban vagy magazinokban megjelent képregények, terjedelmi korlát nélkül. A későbbiekben ebben a kategóriában vették figyelembe az elektronikus közléseket is.
2006: A gömb (írta Hauck Ferenc, rajzolta Fekete Imre, megjelent a Fekete-Fehér Képregényantológia 2. számában)
Helyezettek: Ripper jr. (írta és rajzolta Győri Tibor), Fohász (írta Péteri Gábor, rajzolta Cserkuti Dávid) és Torony (írta és rajzolta Gáspár Tamás)
2007: Vasárnapi szafari (írta és rajzolta Vass Richárd, megjelent a Galaktika magazinban, olvasható a kilencedik.hu-n)
Helyezettek: Csak oda (írta Herega Zoltán, rajzolta Győri Tibor), A torony (írta Fekete Imre, rajzolta Cserkuti Dávid), Guta nyomozó esetei (írta és rajzolta Lanczinger Mátyás) és Az utas (írta Sárközi Mátyás, rajzolta Futaki Attila)
2008: Parlamenti túlóra (írta Szabó Jenő, rajzolta Gáspár Tamás, megjelent a Kép, Regény, Szabadság kiállítást kísérő képregényfüzetben)
Helyezettek: Noname (írta és rajzolta Felvidéki Miklós), A halál és az iránytű (írta Jorge Luis Borges nyomán Zorro de Bianco, rajzolta Fritz Zoltán) és Egy szomorú szörny sztori (írta és rajzolta Vincze Nóra)
2009: Miserere homine (írta és rajzolta Lakatos István, megjelent a Műút magazinban)
Jelöltek: Kántor (írta és rajzolta Kovács Péter), Whole car (írta Árva-Szabó Péter, rajzolta Horváth Henrik) és Az apák bűne (írta Christianna Brand nyomán Zorro de Bianco, rajzolta Graphit)
2010: Vasárnap (írta és rajzolta Lakatos István, megjelent a Pinkhell 6. számában)
Jelöltek: Ágoston, nukleáris baromfi: Állati emlék (írta és rajzolta Vass Róbert), Mennyei szerencse (írta és rajzolta Tálosi András), Orlando (írta Zorro de Bianco, rajzolta Graphit) és Short Message Service #4 (írta és rajzolta Tebeli Szabolcs)
2011: Korhelyhajhászat (írta és rajzolta Fritz Zoltán, megjelent a Pinkhell 7. számában)
Jelöltek: A csomag (írta és rajzolta Haránt Artúr), Az új Bábel (írta és rajzolta Koska Zoltán), Csendkirály (írta Árva-Szabó Péter, rajzolta Horváth Henrik) és Inverz (írta és rajzolta Vári Tamás)
2012: Jazz (írta és rajzolta Haránt Artúr, Árva-Szabó Péter verse nyomán, megjelent a Papírmozi 4. számában)
Jelöltek: Ágoston, nukleáris baromfi: Prelúdium az űrhöz (írta és rajzolta Vass Róbert), Digitális karácsony (írta és rajzolta Halter András), Elsők (írta Árva-Szabó Péter, rajzolta Kiss János) és "Vas világ a rend" (írta Árva-Szabó Péter, rajzolta Horváth Henrik)
2013: Csordás Dániel képregényblogja
Jelöltek: 48-asok: Kártyaparti a Károlyi-palotában (írta Bayer Antal, rajzolta Varga Zsolt), Filmstrip (írta és rajzolta Fritz Zoltán), Petőfi Sándor és a gyilkos robotok a jövőből (írta és rajzolta Ács Zsolt), Szabó Ádám és Szász György kalandjai (írta és rajzolta Koska Zoltán) és Virtus (írta és rajzolta Süli Andrea)
2014: Szekerce és Szemerce kalandjai, 1. rész (írta és rajzolta Molnár Gábor, megjelent az EpicLine 2. számában)
Jelöltek: Firka kapitány csodálatos kalandjai (írta és rajzolta Koska Zoltán), Majomdaráló: Meriadán (írta és rajzolta Madarász Gergely), Tivadar és Ernő kalandjai (írta és rajzolta Pilcz Roland) és Valamilyen Hivatal: Köd és Nyák; Nyavaly (írta és rajzolta Lőrinczi Balázs)
2015: A vonal (írta Matuszka Máté, rajzolta Kálmán Áron, megjelent az Merénylet Szarajevóban antológiában)
Jelöltek: A betemetett képek bányája (írta és rajzolta Csordás Dániel), Ismeretlen mester (írta és rajzolta Halter András), Majomdaráló: Univerzoom (írta és rajzolta Madarász Gergely) és Várakozó álláspont (írta és rajzolta Oravecz Gergely)
2016: Idő kérdése (írta és rajzolta Csordás Dániel, megjelent az Szépirodalmi Figyelő 2015/2. számában)
Jelöltek: Guta nyomozó esetei: Korrekt ügymenet (írta és rajzolta Lanczinger Mátyás), Isonzói ajándékok (írta és rajzolta Téjlor), A könyvjelzőkészítő (írta Lénárd László, rajzolta Sárdi Katalin), Majomdaráló: Nőuralom (írta és rajzolta Madarász Gergely) és Nero Blanco és Pepita Ofélia: Egyszer élünk (írta Bayer Antal, rajzolta Tebeli Szabolcs és mások)
2017: A gepárd pöttyei (írta és rajzolta Vincze Nóra, megjelent a Curved Cat Comics című kötetben
Jelöltek: Majomdaráló: Jánoska (írta és rajzolta Madarász Gergely), Szent Márton-képregények (írta Somogyi György, rajzolta Lanczinger Mátyás, Szomszédolás (írta Vincze Ferenc, rajzolta Csillag István) és Új képregények (írta és rajzolta Koska Zoltán)
2018: Noname (írta és rajzolta Felvidéki Miklós (SZIF Online)
Jelöltek: Börtön (írta és rajzolta Oravecz Gergely), Kilenczedik típusú találkozások (írta és rajzolta Pilcz Roland), Menhely (írta Szabó Kriszta, rajzolta Sárosi Mátyás) és Punk (írta és rajzolta László Márk)
2019: A sorok között (írta és rajzolta Németh Gyula, megjelent a Szépirodalmi Figyelő 2018/6. számában)
Jelöltek: Dolgok (írta és rajzolta Oravecz Gergely), Dream Diary (írta és rajzolta Tebeli Szabolcs), Elsie (írta és rajzolta Nagy Marci) és Ősök meséi (írta és rajzolta Kiss Judit)
2020: A kategóriát nem hirdették meg.
2021: Ctrl-N (írta és rajzolta Fintor Gréta, megjelent a Hullámtörés c. antológiában)
Jelöltek: A gazda hangja (írta és rajzolta Felvidéki Miklós), Ahol az ösvény elágazik (írta és rajzolta Molnár Gábor), Hal volt, hal nem volt (írta és rajzolta Hegedűs Márton) és Venus(írta és rajzolta Nagy Marci)
2022: Zoé és Pamacs kalandjai: Az aquincumi víziorgona szelleme (írta Hudra Móni, rajzolta Oravecz Gergely, megjelent az Óbudai Anzikszban)
Jelöltek: Drakula + dripping (írta és rajzolta Halter András), Hogyan lettem feminista? (írta és rajzolta Oravecz Gergely), Sum (írta és rajzolta Hollerbach Emil) és Tudja az ördög! (írta és rajzolta Dudás Győző)
2023: Pesten nem él ilyen (írta és rajzolta Molnár Gábor, megjelent a Rémképmesék c. antológiában)
Jelöltek: Baszki, Zsigmond! (írta és rajzolta Lakatos István), Megöltük az ördögöt (írta és rajzolta Tóth Lili), Orvosság (írta és rajzolta Boros Bettina és Brigitta) és Ulfhednar (írta Rédei Viktória, rajzolta Gyuricza Márta)
2023: Apró és nagy dolgok (írta Farkas Balázs, rajzolta Korbuly Ági, megjelent az Átváltozások 1. c. antológiában)
Jelöltek: Bébi (írta és rajzolta Poór Dorottya), A cirkusztanoda (írta és rajzolta Cselőtei Zsófia), Itt hagytad nekem a zajt (írta és rajzolta Lamm Lenke) és Az utolsó járat (írta és rajzolta Cselőtei Zsófia és Radics Márton)

### Extra
Olyan kiemelkedő képregények, amelyek az előző naptári évben nyomtatásban vagy elektronikusan jelentek meg, és nem illenek bele a főkategóriá(k)ba. A nevezett/jelölt művekről a zsűri egyenként dönti el, hogy kiemelkedőnek tartja-e őket.
2020: Minden belefér (gyűjteményes kötet, írta és rajzolta Oravecz Gergely, Kiadó: Szépirodalmi Figyelő)
2021-2023: A díjat nem adták ki.

## Korábbi kategóriák

### Kép-sor
Meghatározás: kép-csíkok, strip-jellegű 1 oldalas képregények. 2011-től a csak az interneten közreadott képregények is helyet kaptak ebben a kategóriában. 2013-tól beolvadt a Kép-novella kategóriába.
2006: Dodó (írta és rajzolta Marabu, megjelent a Kretén humormagazinban)
Helyezettek: Kovács Pistike (írta és rajzolta Fekete Imre), Tomster hihetetlen kalandjai (írta és rajzolta Pásztor Tamás), Szivárvány Köz (írta és rajzolta Zorro de Bianco) és Dr. Sör Kálmán matematikus (írta és rajzolta Göndöcs Gergely)
2007: Dodó (írta és rajzolta Marabu, megjelent a Kretén humormagazinban)
Helyezettek: Short Message Service (írta és rajzolta Tebeli Szabolcs), Eduárd (írta Korcsmáros Péter és Gábor, rajzolta Garisa H. Zsolt), Strip (írta és rajzolta Haragos Péter) és Kovács Pistike (írta és rajzolta Fekete Imre)
2008: Strip (írta és rajzolta Haragos Péter), megjelent a Papírmozi antológiában, az Eduárd fapados képregényújságban és a Nero Blanco Comixban)
Helyezettek: Dodó (írta és rajzolta Marabu), Tomster hihetetlen kalandjai (írta és rajzolta Pásztor Tamás) és Pernye (írta Szabó Jenő, rajzolta Tikos Péter)
2009: Papír(on) (írta és rajzolta Szentgyörgyi Ottó, megjelent szerzői kiadásban)
Jelöltek: Strip (írta és rajzolta Haragos Péter), Dr. Sör Kálmán matematikus (írta és rajzolta Göndöcs Gergely), Csöpögő könnycsöppök (írta és rajzolta Marabu) és A Naravan ostroma – epilógus (írta és rajzolta Kovács Péter)
2010: Dodó (írta és rajzolta Marabu, megjelent a Kretén humormagazinban)
Jelöltek: Gróf Balázs egyoldalasai és Tomster hihetetlen kalandjai (írta és rajzolta Pásztor Tamás)
2011: Blossza (írta és rajzolta Oravecz Gergely, megjelent a szerző blogján és a Műút magazinban)
Jelöltek: 60+ (írta és rajzolta Fritz Zoltán), A légy (írta és rajzolta Fórizs Gergely), Csordás Dániel képregényblogja és a Párkocka-csapat képsorai a hir24.hu portálon
2012: Csordás Dániel képregényblogja
Jelöltek: Filmstrip (írta és rajzolta Fritz Zoltán), Heti egy... (írta és rajzolta Koska Zoltán), Kultember (írta és rajzolta Halter András), a Párkocka-csapat képsorai és Rocksztár leszek, mama! (írta és rajzolta Németh András)

### Kép-perc
Meghatározás: 1-2 oldalas, antológiákban vagy magazinokban megjelent képregények
2007: 8 perc (írta és rajzolta Cserkuti Dávid, megjelent a Fekete-Fehér Képregényantológia 5. számában)
Helyezettek: Királylány (írta: Király Levente ötletéből Ábrai Barnabás, rajzolta Gáspár Tamás), Nero Blanco: A tanácsadó (írta Bayer Antal, rajzolta Lanczinger Mátyás), Példakép (írta és rajzolta Fekete Imre) és Puzzle (írta és rajzolta Göndöcs Gergely)
2008: Az ötödik napon (írta és rajzolta Kovács Péter, megjelent a Panel szaklap különszámában)
Helyezettek: Kovács Pistike (írta és rajzolta Fekete Imre), Sztív, aki annyira gonosz, hogy az már elviselhetetlen (írta Kemenes Tamás, rajzolta Vass Róbert) és Nem Néma játék előzetes (írta és rajzolta Felvidéki Miklós)

### Címlap
Meghatározás: képregénylapok, kötetek, képregényes témájú magazinok címlapjai
2008: A díjat holtverseny miatt nem adták ki, mind az öt jelölt oklevelet kapott
Jelöltek: Papírmozi 3 (rajzolta Zorro de Bianco), Eduárd 9 (rajzolta Zorro de Bianco), Panel 5 (rajzolta Ábrai Barnabás), Pinkhell 3 (rajzolta Gáspár Tamás) és Pinkhell 4 (rajzolta Felvidéki Miklós)
2010: 12 óra (rajzolta Ács Zsolt)
Jelöltek: Bábel verme (készítette Csigás Gábor), Kiscsillag (rajzolta Madaras Andrea), Pestblog.hu (rajzolta Zorro de Bianco), Roham magazin 8. szám (rajzolta Baranyai B. András)

### Adaptáció
Meghatározás: nem eredeti forgatókönyv alapján, többnyire irodalmi művek átdolgozásából készült képregények
2010: Mátyás király és az okos lány (népmese nyomán írta és rajzolta Lanczinger Mátyás)
Jelöltek: Egy kép a reneszánsz pokolból (DrMáriás novellája alapján írta és rajzolta Graphit), Fekete csönd (Csáth Géza nyomán írta és rajzolta Lakatos István), Kutyabiznisz (Jászberényi Sándor novellája alapján írta és rajzolta Lakatos István) és Találkozás egy öregembberrel (Karinthy Frigyes nyomán írta és rajzolta Koska Zoltán)

### Improvizáció
Meghatározás: megadott témára, meghatározott idő rögtönzött képregények
2010: Gödörben (írta és rajzolta Brazil)
Jelöltek: Álomutazó (Szabó Jenő szinopszisa alapján írta és rajzolta Kemenes Iván) Gödörben (írta és rajzolta Lanczinger Mátyás), A szöktetés (írta és rajzolta Tálosi András) és A szörnyűséges lánctalpas bogár (írta és rajzolta Lakatos István)

### Antológia
Meghatározás: kizárólag képregényeket tartalmazó magazin vagy kötet
2010: Pinkhell 6 (kiadó: Magyar Képregény Akadémia)
Jelöltek: Mátyás, a király antológia, Nero Blanco Comix 5. szám és Panel 2. különszám

### Webcomic
Meghatározás: interneten publikált, az adott évben nyomtatásban még meg nem jelent képregények
2010: Csordás Dániel képregényes blogja
Jelöltek: Napirajz (írta és rajzolta Merényi Dániel) és Sanyi, a bagoly (írta és rajzolta Szabó Evu)
2015: Inkább a Halál (írta és rajzolta Papp Imre)
Jelöltek: Csordás Dániel képregényblogja, Napirajz (írta és rajzolta Merényi Dániel), Sanyi, a bagoly (írta és rajzolta Szabó Evu) és Wheelerscomic (írta és rajzolta Jánka Ádám)
2017: A walesi bárdok (írta és rajzolta Csordás Dániel, Arany János nyomán)
Jelöltek: A Fekete Mappa (írta és rajzolta Lénárd László), Kettőskereszt (írta és rajzolta Halter András), Megrendelő blues/A Káli-medanszié (írta és rajzolta Dudás Győző), Még alakul (írta és rajzolta Oravecz Gergely) és Minden belefér (írta és rajzolta Oravecz Gergely)

## Alkotói díjak
A 2010-ben bevezetett, nem konkrét képregényeket, hanem az alkotók egész éves teljesítményét elismerő díjat csak egyszer adták ki. Szerepét 2011-ben a Zórád Ernő-díj, majd 2012-től a Korcsmáros Pál-díj vette át.

### Az év írója
Meghatározás: az adott évben legalább 20 oldal, nyomtatásban megjelent képregényt készítő írók
2010: Kemenes Iván
Jelöltek: Ács Zsolt, Pilcz Roland, Szabó Jenő és Tálosi András

### Az év rajzolója
Meghatározás: az adott évben legalább 20 oldal, nyomtatásban megjelent képregényt készítő rajzolók
2010: Lakatos István
Jelöltek: Ács Zsolt, Felvidéki Miklós és Graphit